# Hénansal
Hénansal (tiếng Breton: Henant-Sal, Gallo: Henaunt-Sau) là một xã của tỉnh Côtes-d’Armor, thuộc vùng Bretagne, tây bắc Pháp.

## Dân số
Người dân ở Hénansal được gọi là Hénansalais.